# 安田峰俊
安田峰俊（1982年1月18日—）是日本的纪实文学作家。出生于滋贺县，毕业于立命馆大学、广岛大学大学院文学研究科（硕士）。2012年至2017年期间，他曾担任多摩大学经营情报学部讲师，之后于2017年成为了立命馆大学人文科学研究所客座研究员。

## 生平
1982年，安田峰俊出生在滋贺县。后来，他就读于立命馆大学文学部、广岛大学大学院文学研究科（中国近现代史）。大学在学中，安田峰俊到中国深圳大学交换留学。
2019年，安田因其有关天安门事件的著作而获得了日本最著名的纪实文学文学奖，第50届大宅壮一纪实文学奖。他的专业领域主要是对中国大陆、香港和台湾地区进行采访报道，以及对日本国内东亚移民进行采访。他在日本著名的出版社文艺春秋、讲谈社、小学馆、角川书店等发行了大量的著作。

## 作品
- 《八九六四》
- 《移民、弃民、遗民》
- 《性与欲望的中国》
- 《当代中国的秘密结社》
- 《“低度”外国人才》
- 《北关东“移民”地下世界》等